# Moonbah
Moonbah är en ort i Australien. Den ligger i kommunen Snowy River och delstaten New South Wales, i den sydöstra delen av landet, omkring 380 kilometer sydväst om delstatshuvudstaden Sydney. Orten hade 564 invånare år 2021.